# Токугава Ёсикацу
Токугава Ёсикацу(яп. 徳川 慶勝,14 апреля 1824-1 августа 1883) – японский даймё периода Эдо, который управлял провинцией Овари. Глава семьи Овари Токугава, одной из родственных к сёгуну семей. Является братом Мацудайра Катамори. Его детское имя Хидэносукэ (秀之助).

## Семья
- Отец: Мацудайра Ёситацу
- Мать: Норихимэ
- Жена: Канэхимэ
- Дети: Токугава Ёсинори,Токугава Ёсикуми

## См.также
- Период Эдо
- Даймё
- Сёгунат Токугава
- Токугава (род)